# Grave (Band)
Grave ist eine 1986 unter dem Namen Corpse gegründete Death-Metal-Band aus Schweden.

## Bandgeschichte
Nach ihrer Gründung 1986 nahmen Grave etliche Demotapes auf, bis sie schließlich 1991 ihr Debütalbum Into the Grave veröffentlichten. 1992 folgte ihr zweites Album You’ll Never See ..., welches ebenso viel Lob wie Kritik abbekam. Fakt ist jedoch, dass die Band einen großen musikalischen Schritt nach vorn gemacht hat. Ein Jahr später, 1993, nahm die Band die limitierte EP And Here I Die … Satisfied auf, welche neben einigen neuen Stücke auch eine Handvoll Remixe enthielt. Ihr nächstes Album, Soulless, war allerdings um einiges reifer und auf dem 1996er Album Hating Life war erstmals Hintergrundgesang von Gitarrist Ola Lindgren zu hören. Nach ihrem Livealbum Extremely Rotten Live folgte jedoch eine längere Pause bis 1999. Zu diesem Zeitpunkt entschloss sich die Band zwar weiterzumachen, litt jedoch unter Musikermangel. Sie entschieden sich, ihren ersten Gitarristen Jonas Torndal wieder an Bord zu holen. Den E-Bass übernahm Fredrik Isaksson (ex-Therion). Mit dieser Besetzung spielten sie 2002 ihr Comeback-Album Back from the Grave ein, welches auf einer Bonus-CD drei Demos aus den Jahren 1988 bis 1989 enthält. 2004 erschien Fiendish Regression, gefolgt von As Rapture Comes (2006). Von Century Media wechselte die Band zur kleineren Plattenfirma Regain Records. Im Jahre 2008 erschien mit Dominion VIII das achte Studioalbum der Band. Zwei Jahre später erschien mit Burial Ground das nächste Werk der Schweden.
2009 gründete Lindgren sein Solo-Projekt Grey Heavens, in dem er neben Grave fortan experimentellere und düstere Musik machen möchte.
Seit 2010 spielt Tobias Christianson von Dismember Bass bei Grave und ersetzt somit Fredrik Isaksson.
Im Oktober 2015 erschien mit Out of Respect of the Dead ihr elftes Studioalbum.

## Galerie

Grave, Besetzung live auf dem Metal Frenzy 2018 in Gardelegen
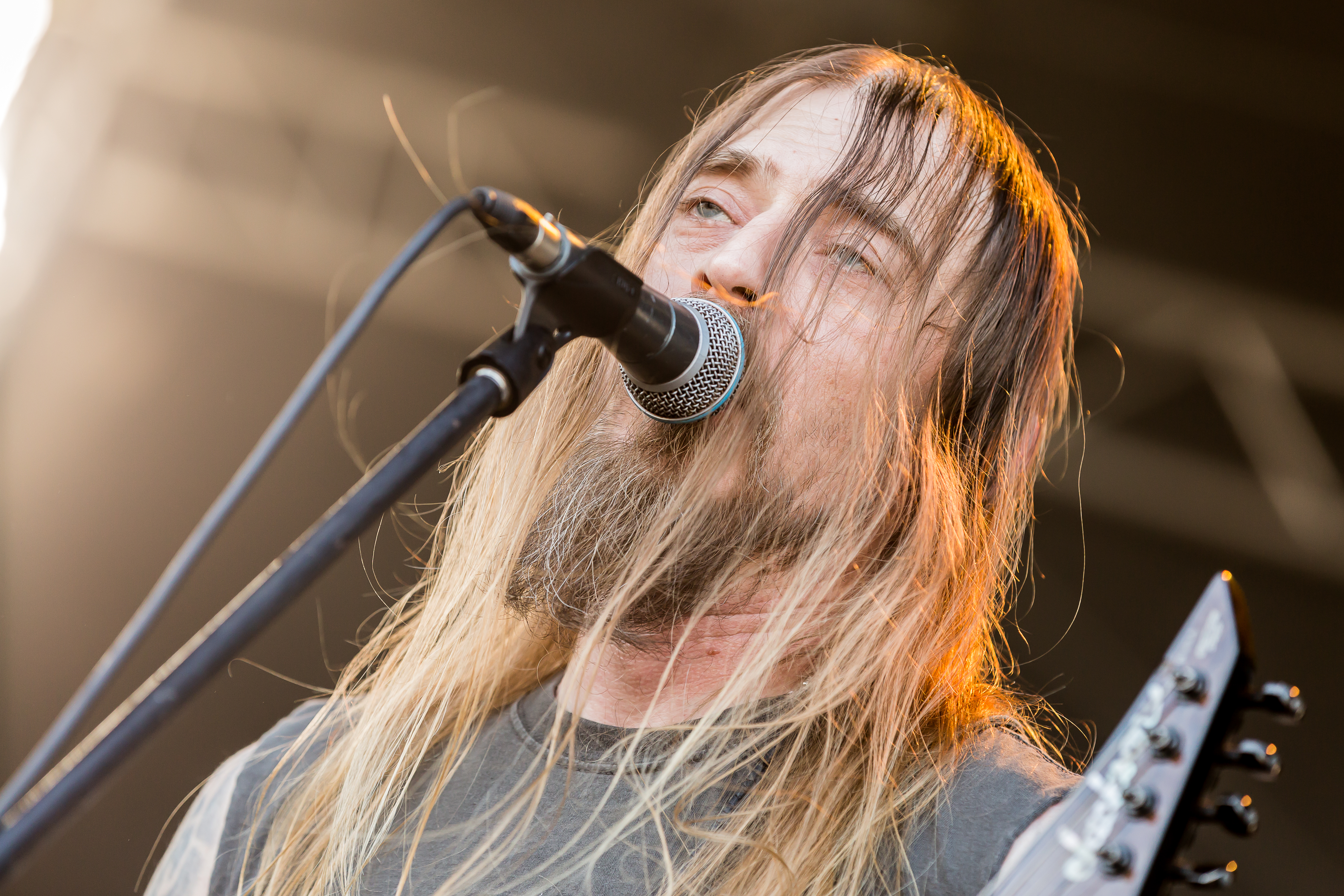
Sänger Ola Lindgren
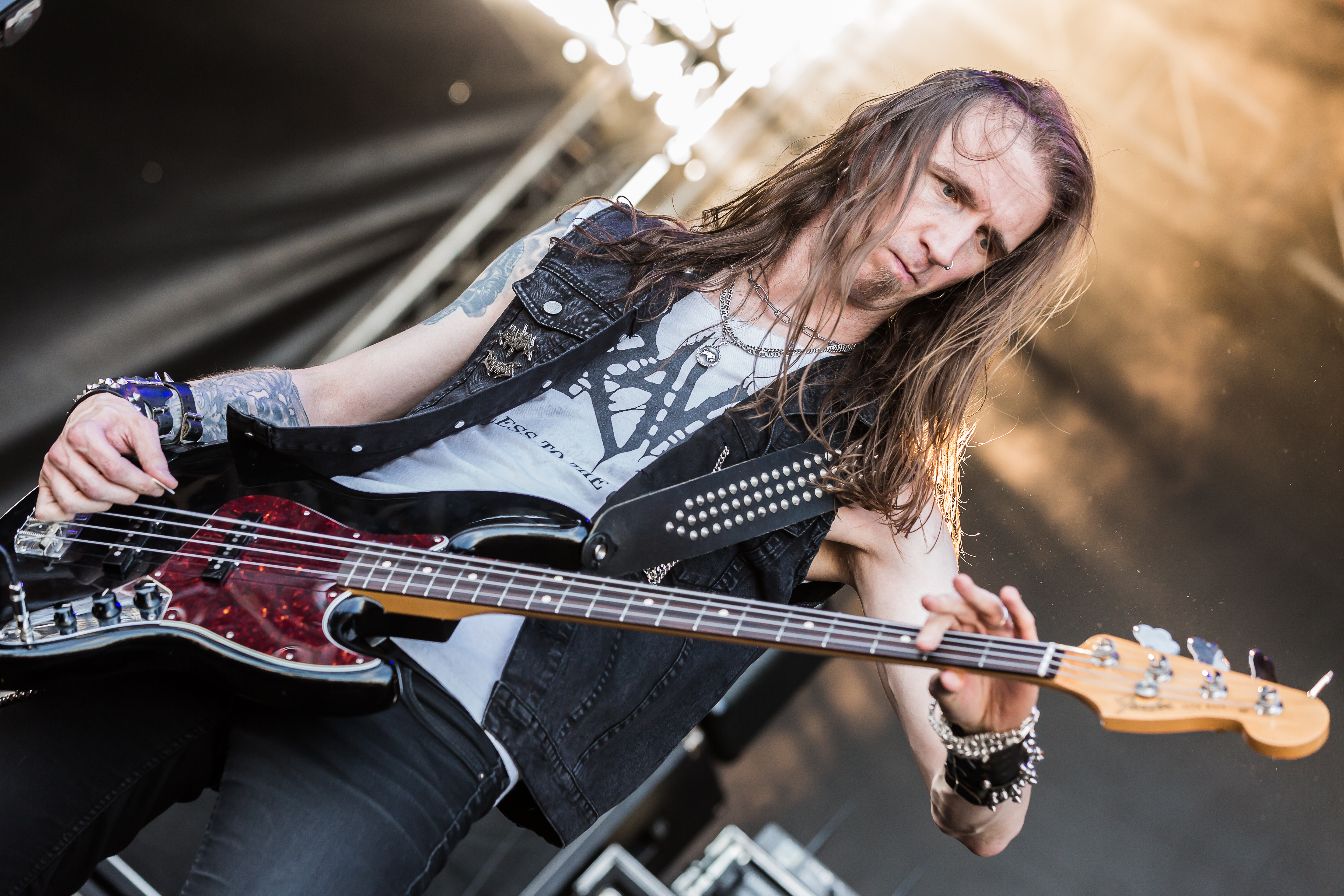
Bassist Tobias Christianson
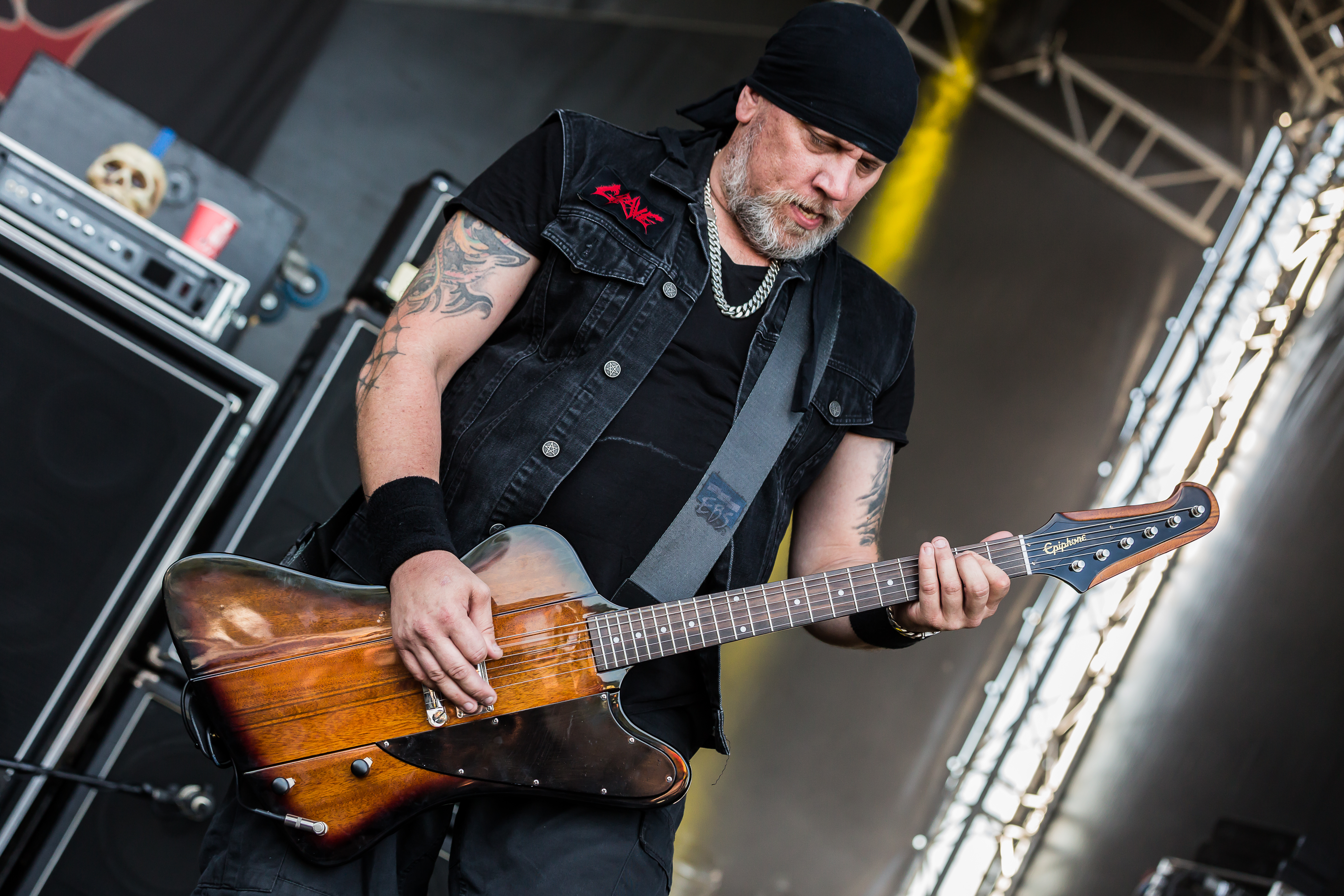
Gitarrist Mika Lagrén
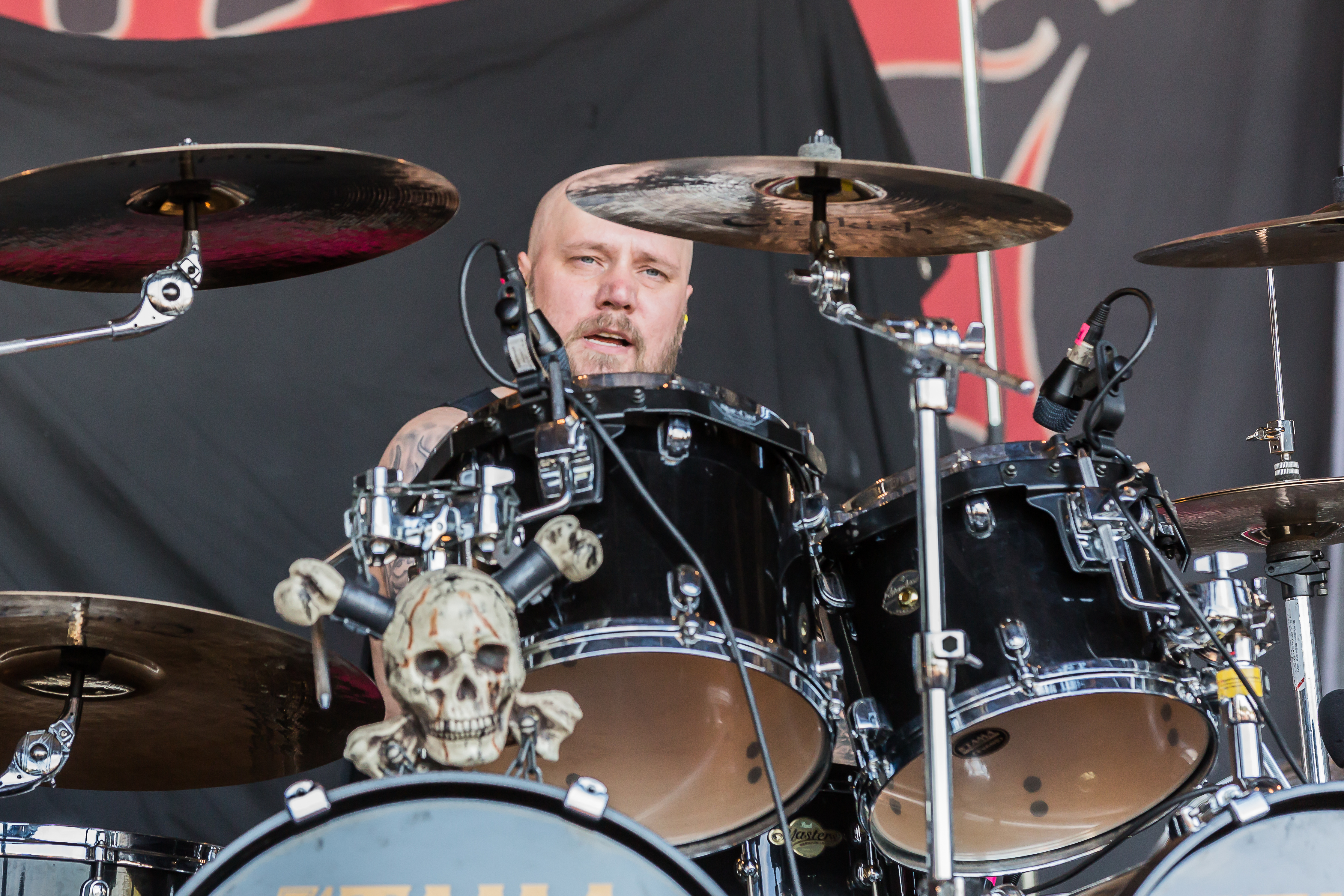
Schlagzeuger Ronnie Bergerståhl

## Diskografie

### Alben
- 1991: Into the Grave
- 1992: You’ll Never See...
- 1994: Soulless
- 1996: Hating Life
- 1997: Extremely Rotten Live (Live)
- 2002: Back from the Grave
- 2004: Fiendish Regression
- 2006: As Rapture Comes
- 2008: Dominion VIII
- 2010: Burial Ground
- 2012: Endless Procession of Souls
- 2015: Out of Respect for the Dead

### Demos und EPs
- 1986: Black Dawn (Demo)
- 1988: Sick Disgust Eternal (Demo)
- 1989: Anatomia Corporis Humani (Demo)
- 1989: Painful Death (Demo)
- 1989: Sexual Mutilation (Demo)
- 1993: And Here I Die … Satisfied (EP)
- 2013: Morbid Ascent (EP)

### DVD
- 2006: Enraptured